# 진관고등학교
진관고등학교(津寬高等學校)는 대한민국 서울특별시 은평구 진관동에 위치한 공립 고등학교이다.

## 학교 연혁
- 2009년 1월 2일 : 진관고등학교 설립 인가(36학급)
- 2009년 3월 1일 : 초대 임문혁 교장 취임
- 2009년 3월 2일 : 제1회 입학식(남자 210명, 여자 165명 총 375명)
- 2009년 6월 4일 : 개교식
- 2012년 2월 9일 : 제1회 졸업식(남자 187명, 여자 201명 총 388명)
- 2021년 9월 1일 : 제5대 김응길 교장 취임
- 2022년 2월 8일 : 제11회 졸업식(남자 150명, 여자 135명 총 285명)
- 2022년 3월 2일 : 제14회 입학식(남자 177명, 여자 100명 총 277명)

## 참고 자료
- 진관고등학교 - 한국교육학술정보원 학교알리미